# 340 pr. n. št.
Stoletja: 5. stoletje pr. n. št. - 4. stoletje pr. n. št. - 3. stoletje pr. n. št.
Desetletja: 390. pr. n. št. 380. pr. n. št. 370. pr. n. št. 360. pr. n. št. 350. pr. n. št. - 340. pr. n. št. - 330. pr. n. št. 320. pr. n. št. 310. pr. n. št. 300. pr. n. št. 290. pr. n. št.
Leta: 345 pr. n. št. 344 pr. n. št. 343 pr. n. št. 342 pr. n. št. 341 pr. n. št. - 340 pr. n. št. - 339 pr. n. št. 338 pr. n. št. 337 pr. n. št. 336 pr. n. št. 335 pr. n. št.

## Dogodki
- ustanovitev Helenske zveze proti Makedoniji.
- začetek makedonsko-grške vojne

## Rojstva
- Berenika I., soproga Ptolemaja I. Soterja († 279-268 pr. n. št.)
- Piteas, grški pomorščak, raziskovalec, geograf, matematik, astronom, matematik (približni datum) († okoli 270 pr. n. št.)